# ヤブサメ
ヤブサメ（藪雨/藪鮫、学名：Urosphena squameiceps）は、スズメ目ウグイス科に分類される鳥類。

## 分布
タイ、韓国、北朝鮮、中国、日本、ベトナム、ミャンマー、ラオス、ロシア東部
夏季は中国北東部、朝鮮半島で繁殖し、冬季は東南アジアで越冬する冬鳥。日本では夏季に繁殖のため飛来する（夏鳥）。

## 形態
全長10.5cm。全身はオリーブ褐色の羽毛で覆われる。
頭部の羽毛は暗褐色で、眼上部にある眉状の斑紋（眉斑）は明色で明瞭。嘴の基部から眼を通り後頭部へ続く筋状の斑紋（過眼線）は黒い。尾羽は短い。

## 生態
森林や藪等に生息する。鳴き声は高く、日本語圏では「シシシ・・・」と聞こえる。虫の鳴き声に似ている。
食性は動物食。灌木や茂みの中、地上を跳ね回って昆虫類やクモ類などの節足動物等を食べる。常に地上近くの低い場所にいる。
繁殖形態は卵生。木の根元等に落ち葉等を組み合わせたお椀状の巣を作り卵を産む。主に高木が多く暗い林の中で倒木や岩などが散在する場所や斜面で繁殖するが、ササ類の多い明るい林でも繁殖を行う。

## 人間との関係
森林や藪に潜んでいることが多く、見かける事は少ない。そのため鳴き声により存在に気づかされることもある。